# Grab von König Nehale lyaMpingana
Das Grab von König/Omukwaniilwa Nehale lyaMpingana (englisch Grave of King/Omukwaniilwa  Nehale lyaMpingana) ist seit dem 16. Oktober 2019 ein Nationales Denkmal in Onayena in der Region Oshikoto im Norden Namibias.
Hier liegt König Nehale lyaMpingana der Ondonga begraben. Er wurde unter anderem durch die Schlacht von Amutuni (siehe auch Schlachtfeld von Amutuni lyOmanenge) zu Zeiten Deutsch-Südwestafrikas bekannt. Das 1,2 Hektar große Gebiet umfasst auch den vermeintlichen Residenzort und Palast von König Nehale. Das Grab selber befindet sich wie es die Tradition vorschreibt in einem Rinder-Kraal. Es war nur durch einen Stock markiert, wurde aber spätestens 2014 mit einem Grabstein ausgestattet.
Symbolisch wurde Nehale auf dem Heldenacker bei Windhoek beigesetzt.